# Bansgaon
Bansgaon é uma cidade e uma nagar panchayat no distrito de Gorakhpur, no estado indiano de Uttar Pradesh.

## Geografia
Bansgaon está localizada a 26° 34′ N, 83° 21′ L. Tem uma altitude média de 68 metros (223 pés).

## Demografia
Segundo o censo de 2001, Bansgaon tinha uma população de 14,086 habitantes. Os indivíduos do sexo masculino constituem 51% da população e os do sexo feminino 49%. Bansgaon tem uma taxa de literacia de 59%, inferior à média nacional de 59.5%; com 59% para o sexo masculino e 41% para o sexo feminino. 17% da população está abaixo dos 6 anos de idade.